# Bicicletas (banda)
Bicicletas es una banda de rock formada en 2001. Está compuesta por Julio Cesar Crivelli (voz y guitarras), Federico Wiske (guitarras), Agustín Pardo (bajo), Ignacio Valdez (Teclado electrónico) y Mariano Repetto (batería).

## Shows
Bicicletas tuvo el privilegio de compartir escenario con Roger Waters

## Discografía

### Discografía oficial
| Año  | Disco             |
| ---- | ----------------- |
| 2003 | Deslízate Naranja |
| 2005 | Discover          |
| 2006 | Bicicletas        |
| 2009 | Quema             |
| 2013 | Magia amor locura |
| 2017 | Dos lunas         |